# Liste der Monuments historiques in Magny-Montarlot
Die Liste der Monuments historiques in Magny-Montarlot führt die Monuments historiques in der französischen Gemeinde Magny-Montarlot auf.

## Liste der Objekte
| Bezeichnung                  | Beschreibung                                     | Standort                                | Kennzeichnung | Schutzstatus | Datum | Bild |
| ---------------------------- | ------------------------------------------------ | --------------------------------------- | ------------- | ------------ | ----- | ---- |
| Altarkreuz                   | Bronze, versilbert, Anfang des 18. Jahrhunderts  | in der Kirche St-Pierre-ès-Liens (Lage) | PM21004173    | Inscrit      | 1995  |      |
| Kruzifix                     | Holz, farbig gefasst, 15. Jahrhundert            | in der Kirche St-Pierre-ès-Liens (Lage) | PM21004174    | Inscrit      | 1995  |      |
| Kollektenschale Adam und Eva | Kupfer, 16. Jahrhundert; in der Mairie deponiert | in der Kirche St-Pierre-ès-Liens (Lage) | PM21004175    | Inscrit      | 1995  |      |
| Glocke (1)                   | Bronze, 1741 gegossen                            | in der Kirche St-Pierre-ès-Liens (Lage) | PM21004176    | Inscrit      | 1995  |      |
| Glocke (2)                   | Bronze, 1804 gegossen                            | in der Kirche St-Pierre-ès-Liens (Lage) | PM21004177    | Inscrit      | 1995  |      |
| Drei Feuerwehrhelme          | Kupfer, 1860                                     | in der Mairie (Lage)                    | PM21004178    | Inscrit      | 1995  |      |